# Lithocarpus iteaphyllus
Lithocarpus iteaphyllus är en bokväxtart som först beskrevs av Henry Fletcher Hance, och fick sitt nu gällande namn av Alfred Rehder. Lithocarpus iteaphyllus ingår i släktet Lithocarpus och familjen bokväxter. Inga underarter finns listade.